# Proceratophrys huntingtoni
Proceratophrys huntingtoni es una especie de anfibio anuro de la familia Odontophrynidae.

## Distribución geográfica
Esta especie es endémica de Mato Grosso en Brasil.

## Descripción
Los 14 especímenes masculinos adultos observados en la descripción original miden de 31,75 mm a 38,67 mm de longitud estándar y los 8 especímenes femeninos adultos observados en la descripción original tienen una longitud de 33,04 mm a 45,69 mm.

## Etimología
Esta especie lleva el nombre en honor a Herbert Huntington Smith.

## Publicación original
- Ávila, Pansonato & Strüssmann, 2012 : A new species of Proceratophrys (Anura: Cycloramphidae) from midwestern Brazil. Journal of Herpetology, vol. 46, n.º 4, p. 466-472.[2]